# Erna Scholz
Erna Scholz (* 26. Oktober 1906 in Heidenau; † 20. Januar 1935 in Coswig) war eine deutsche Lokalpolitikerin (KPD) und Widerstandskämpferin gegen das NS-Regime.

## Leben
Scholz wurde in eine Arbeiterfamilie geboren. Bei ihrer Schulentlassung 1921 gehörte sie zu den wenigen, die die Jugendweihe empfingen. 1925 trat sie der Kommunistischen Partei Deutschlands bei. Sie war auch Mitglied der Internationalen Arbeiterhilfe, der Roten Hilfe, der Revolutionären Gewerkschafts-Opposition sowie der proletarischen Freidenkerbewegung.
Scholz arbeitete im Kunstseidenwerk Küttner in Pirna, dort gehörte sie auch dem Betriebsrat an. Auf ihre Initiative hin entstand die Betriebszeitung „Spinne“, für die sie viele der Artikel verfasste. Im Zuge der Weltwirtschaftskrise wurde Scholz 1931 arbeitslos. Im selben Jahr wurde sie in die Bezirksleitung Sachsen der KPD gewählt. In Heidenau wirkte Scholz als Stadtverordnete. 
Nach der „Machtergreifung“ der Nationalsozialisten war Scholz weiterhin illegal für die KPD aktiv. Sie hatte engen Kontakt zur Frauenleiterin des KPD-Unterbezirkes Ida Daß aus Pirna. Beide verteilten Parteizeitungen und sammelten Gelder für die illegale Arbeit. Am 25. April 1933 trafen Scholz und Margarete Haak aus Pirna bei Kohlmühle (Hohnstein) mit Walter Richter („Florian“) zusammen, der ihnen aus der Tschechoslowakei eingeschleuste illegale Druckschriften übergab. Haak und Scholz transportierten diese dann mit ihren Fahrrädern nach Pirna. Anfang Juni 1933 traf Scholz in Pirna-Copitz, in der Wohnung von Otto Gedlich, erneut Richter sowie den KPD-Unterbezirksleiter Oswald Rentsch und Rudolf Gebauer aus Dohna. 
Am 30. Juli 1933 wurde Scholz in Pirna-Jessen verhaftet und in der „Fronfeste“ (Pirnaer Stadtgefängnis) festgehalten. Am 4. November 1933 wurde sie ins KZ Hohnstein überführt und blieb anschließend drei Monate in sogenannter „Schutzhaft“. Der an Tuberkulose erkrankten Scholz wurde während der Haft jegliche ärztliche Hilfe verweigert, ihr Gesundheitszustand verschlechterte sich daher rapide. Nach ihrer krankheitsbedingten Entlassung im Februar 1934 stand Scholz unter Polizeiaufsicht. Selbst in der Tuberkulose-Heilstätte „Lindenhof“ in Coswig bei Dresden wurde sie noch benachteiligt und bespitzelt. Am 20. Januar 1935 erlag die 28-jährige Scholz in der Heilstätte ihrem in der Haft ausgebrochenen Lungenleiden.

## Ehrungen
In ihrer Geburtsstadt Heidenau trägt eine Straße ihren Namen.